# Jean-Bertrand Aristide
Jean-Bertrand Aristide (Port-Salut, 15 de juliol de 1953) és un polític i sacerdot salesià haitià, portaveu de la teologia de l'alliberament.
Va ser president constitucional d'Haití el 1991, entre 1995 i 1996, i entre 2001 i 2004, sent el primer triat democràticament en la història de la república.